# Lustre

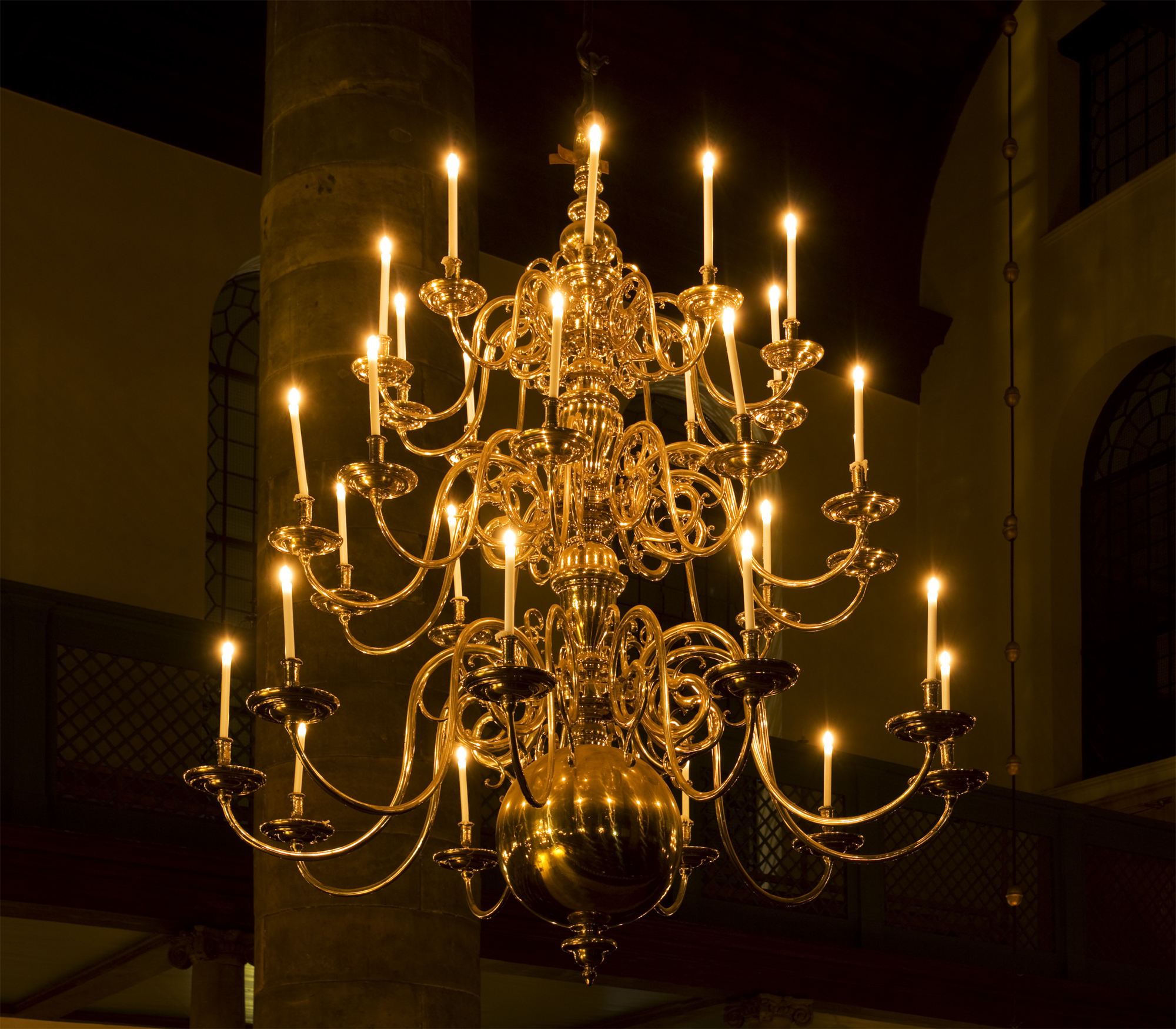
Um lustre com velas.

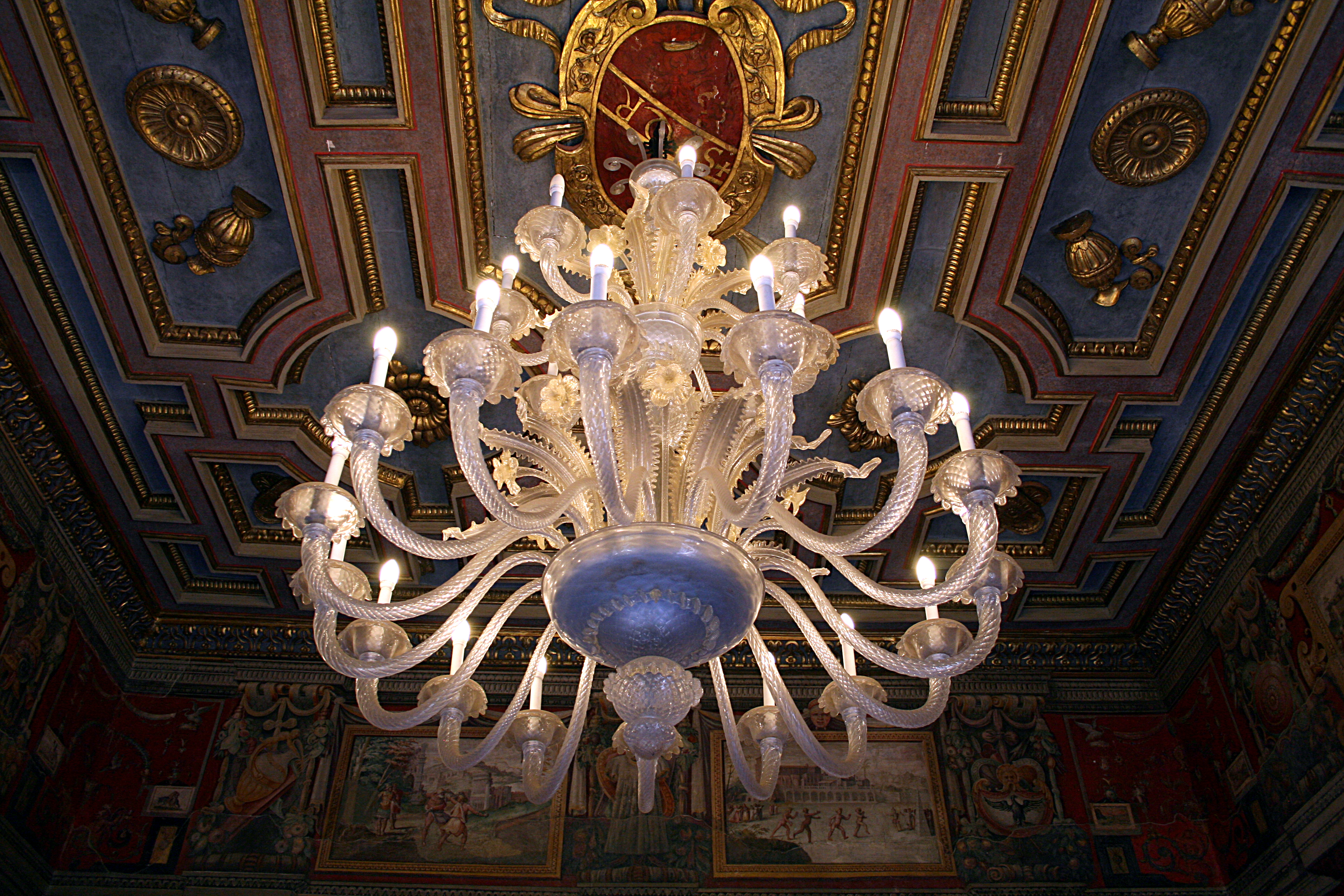
Lustre de cristal dos Museus Capitolinos, Roma.

Um lustre, candelabro ou lampadário é um candeeiro suspenso à parte de cima de uma residência ou de um estabelecimento com mais de um foco luminoso, como velas ou lâmpadas. Os lustres modernos são frequentemente decorados com dezenas de lâmpadas e arranjos complexos de vidro ou outros materiais, que iluminam um espaço interior com padrões exóticos.
Existem alguns cuidados ao utilizar o lustre na decoração, como produzir uma luz suave e distanciar a peça da mesa para não incomodar os olhos. Também pode ser utilizado para destacar móveis, como uma mesa de apoio ou a mesa principal, em casos em que se tenha uma luz ambiente eficaz.

## História
Os lustres surgiram ao fim do Século XVII, como objetos destinados a iluminar as enormes mesas de refeições nos jantares oferecidos pelos nobres. Eles apareceram em uma época de pleno status, sendo que apenas reis e nobres tinham condições de ter tal objeto. Eram feitos sob encomenda e não eram comercializados. Surgiram antes da energia elétrica, sendo utilizada a iluminação por luz de velas ao invés de lâmpadas.
Pedaços de espelho, placas de latão e pedaços de quartzo eram originalmente utilizados para espalhar e refletir a luz, pois o vidro era frágil e não podia ser cortado e moldado como o quartzo. Em 1676, o vidreiro inglês, George Ravenscroft desenvolveu um novo tipo de vidro cristalino semelhante ao quartzo, adicionando óxido de chumbo ao vidro durante a sua fabricação, o que tornava o material macio, de alta refração e mais fácil de cortar. Este tipo de lustre começou a ser feito em Murano no Século XVIII. Daniel Swarovski começou a carreira no corte de pedras e fabricação de cristal, tendo patenteado uma máquina de cortar pedras para aperfeiçoamento de jóias e expandido o uso desta tecnologia para incluir o corte de peças de lustre de cristal, tendo também, aperfeiçoado a pureza do cristal de vidro com chumbo para um estado de brilho impecável.
O maior lustre do mundo foi iluminado em 26 de junho de 2010, em Doha, no Catar. O peso do candelabro é de 18 toneladas.